# Adeus, Mr. Chips
Adeus, Mr. Chips (em inglês:  Goodbye, Mr. Chips) é um filme britânico de 1939 baseado no romance homônimo de James Hilton. O filme foi dirigido por Sam Wood para a divisão britância da Metro-Goldwyn-Mayer nos estúdios Denham e estrelado por Robert Donat, Greer Garson, Terry Kilburn, John Mills e Paul Henreid. O filme, indicado para sete Oscars, foi nomeado como o 72º melhor filme britânico de todos os tempos pelo British Film Institute.

## Elenco
- Robert Donat como Mr. Chips
- Greer Garson como Katherine
- Lyn Harding como Dr. John Hamilton Wetherby
- Paul Henreid como Max Staeffel
- Terry Kilburn como John Colley, Peter Colley I, II e III
- John Mills como Peter Colley (adulto)
- Scott Sunderland como Sir John Colley
- David Croft como Perkins (não-creditado)
- David Tree como Mr. Jackson
- Simon Lack como Wainwright

## Prêmios
Em 1940, o filme foi indicado para sete Oscars, nas categorias de melhor filme, melhor diretor, melhor ator, melhor atriz, melhor roteiro adaptado, melhor edição e melhor som. Concorreu contra o sucesso de bilheteria E O Vento Levou em todas as sete categorias. Donat venceu o prêmio de melhor ator, vencendo do favorito Clark Gable, mas Adeus, Mr. Chips perdeu para E O Vento Levou em cinco das seis categorias restantes (a estatueta de melhor som foi para When Tomorrow Comes).

Pôster de Adeus, Mr. Chips

| Prêmio                  | Resultado | Vencedor |
| ----------------------- | --------- | --- |
| Melhor filme            | Indicado  | Metro-Goldwyn-Mayer (Victor Saville, produtor) Perdeu para E O Vento Levou (Selznick International Pictures (David O. Selznick, produtor) |
| Melhor diretor          | Indicado  | Sam Wood Perdeu para Victor Fleming (E O Vento Levou)                                                                                     |
| Melhor ator             | Venceu    | Robert Donat |
| Melhor atriz            | Indicado  | Greer Garson Perdeu para Vivien Leigh (E O Vento Levou)                                                                                   |
| Melhor roteiro adaptado | Indicado  | R. C. Sherriff, Claudine West e Eric Maschwitz Perdeu para Sidney Howard (E O Vento Levou)                                                |
| Melhor edição           | Indicado  | Charles Frend Perdeu para Hal C. Kern e James E. Mewcom (E O Vento Levou)                                                                 |
| Melhor som              | Indicado  | A. W. Watkins Perdeu para Bernard B. Brown (When Tomorrow Comes)                                                                          |

## Remakes
O filme de 1939 foi a primeira de muitas adaptações cinematográficas do romance de Hilton. Em 1969, Goodbye, Mr. Chips foi refilmado como um musical, estrelado por Peter O'Toole (também indicado ao Oscar de melhor ator por sua performance como o personagem-título) e Petula Clark. Em 1984 foi filmado um seriado da BBC baseado no romance, enquanto que um telefilme foi feito em 2002 para a ITV. Além disso, uma adaptação radiofônica estrelada por Laurence Olivier e Edna Best foi levada ao ar também em 1939 pela CBS.